# زمین‌لرزه ۱۹۳۱ خلیج هاوک
زمین‌لرزه خلیج هاوک  در تاریخ ۲ فوریه ۱۹۳۱ میلادی، برابر با ‎۱۳ بهمن ۱۳۰۹، ساعت ۲۲:۴۶:۵۱ به زمان یوتی‌سی در نیوزیلند ، منطقه خلیج هاوک رخ داد. ژرفای این زلزله ۳۵ کیلومتر بود. بزرگی آن ۷٫۷ در مقیاس Mw اعلام شده‌است. زمین‌لرزه به وقت محلی در روز سه‌شنبه، ساعت ۱۰ روی داده و منطقه زمانی آن یوتی‌سی +۱۲ بوده‌است (با لحاظ تغییر ساعت تابستانی).
سازمان زمین‌شناسی آمریکا نیز جای این زمین‌لرزه را در مختصات ۳۹°۳۰′جنوبی ۱۷۷°۰۰′شرقی / ۳۹٫۵°جنوبی ۱۷۷°شرقی و بزرگی آنرا برابر با ۷٫۸ در مقیاس ریشتر اعلام کرده‌است. ژرفای گزارش شده از سوی این سازمان ۱۰ کیلومتر می‌باشد.
سونامی نیز در این زلزله گزارش شده‌است.